# William Vesey-FitzGerald (2. baron FitzGerald i Vesey)
William Vesey-FitzGerald, 2. baron FitzGerald i Vesey oraz 1. baron FitzGerald (ur. 24 lipca 1783, zm. 11 maja 1843 w Londynie) – brytyjski arystokrata i polityk, członek stronnictwa torysów i Partii Konserwatywnej, minister w rządach lorda Liverpoola, George’a Canninga, lorda Goderich, księcia Wellington i Roberta Peela.
Był synem Jamesa FitzGeralda of Ennis i Catherine Vesey, 1. baronowej FitzGerald i Vesey. Wykształcenie odebrał w Christ Church na Uniwersytecie Oksfordzkim. Po studiach powrócił do Irlandii. W 1818 r. został wybrany do Izby Gmin jako reprezentant okręgu Clare. W latach 1829–1830 reprezentował Newport w Kornwalii. W 1830 r. przez krótki czas był deputowanym z okręgu Lostwithiel, a w latach 1831–1832 z okręgu Ennis.
W latach 1820–1823 był ambasadorem w Sztokholmie. W 1826 r. został płacmistrzem armii. W latach 1828–1830 był przewodniczącym Zarządu Handlu. W latach 1841–1843 był przewodniczącym Rady Kontroli. W 1831 r. został Lordem Namiestnikiem Clare. Po śmierci matki w 1832 r. odziedziczył tytuł 2. barona FitzGerald i Vesey w parostwie Irlandii. W 1835 r. otrzymał tytuł 1. barona FitzGerald w parostwie Zjednoczonego Królestwa i zasiadł w Izbie Lordów.
Zmarł w 1843 r. Nie doczekał się potomstwa. Wraz z jego śmiercią wygasł tytuł barona FitzGerald. Tytuł barona FitzGerald i Vesey odziedziczył jego brat Henry.